# Serhiy Sydorchuk
Serhiy Oleksandrovych Sydorchuk (Zaporizhia, 2 de maio de 1991) é um futebolista ucraniano que atua como volante. Atualmente defende o KVC Westerlo.

## Carreira
Serhiy Sydorchuk fez parte do elenco da Seleção Ucraniana de Futebol da Eurocopa de 2016.